# Солунски исторически център
Солунският исторически център (на гръцки: Κέντρο Ιστορίας Θεσσαλονίκης) е изследователски институт и музей, специализиран в изучаване на историята на Солун, най-големия град в Северна Гърция.

## История
Центърът е основан през 1983 г. от Общинския съвет на Солун и заема сегашната си триетажна сграда, дарение от Анастасиос и Юлия Билис, на площад „Иподромос“ от 1995 г. Сградата разполага с добре оборудвана изложбена площ на приземния етаж, специализирана историческа библиотека с читалня на втория етаж и модерна зала за събития на третия етаж. Контролира се от комитет, в който влизат университетски преподаватели, градски писатели, журналисти, общински съветници и ръководителят на дирекция Художествени галерия на общината.
Целта на центъра е събиране, документиране и запазване на печатни, писмени и аудио-визуални материали, свързани с историята и околностите на град Солун. Центърът също така насърчава и подпомага исторически изследвания, отнасящи се до Солун и има за цел да събуди интереса на чужденците към съвременния град и неговото историческо минало. Ръководи се от Консултативен комитет, съставен от изтъкнати учени.
Центърът съхранява общинския архив и го класифицира, както и редица частни архиви, придобити от дарения или покупки. В него е изградена историческа библиотека, съдържаща 4000 книги, 3000 фотографии, 5000 пощенски картички, плакати, видеокасети и исторически карти.
Публикува собствени изследователски работи и периодични изложби, илюстриращи историческата приемственост на Солун и Македония, организира конференции и лекции и е домакин на събития, организирани от други институции със сродни интереси. Историческият център също така издава научно списание озаглавено „Солун“, съдържащо оригинални научни статии, както и книги, посветени на града и неговата история.
- Интериор
- Интериор